# Jubilee Arena
A Jubilee Arena egy fedett természetes jégpálya volt Montréal városában, a Rue St.-Catherine és a Rue Moreau sarkán. A Montréal Canadiens itt rendezte hazai mérkőzéseit a National Hockey Associationban (NHA) az 1909–1910-es szezonban és National Hockey League (NHL) mérkőzéseit az 1918–1919-es szezonban. Az NHA-ben játszó Montréal Wanderers 1910-től játszotta hazai meccseit ebben a csarnokban. A csarnok 1908-ban készült el, 3200 ülőhellyel.
Miután a Montréal Arena 1918-ban leégett, a Canadiens beköltözött a Jubilee Arenába. Viszont 1919 nyarán a Jubilee is leégett, a Canadienst ismét költözésre kényszerítve.